# Atletismo nos Jogos Pan-Americanos de 2023 - Salto com vara feminino
A competição de salto com vara feminino do atletismo nos Jogos Pan-Americanos de 2023 foi disputada em 2 de novembro no Parque Deportivo Estadio Nacional, em Santiago, no Chile. No total, competiram 12 atletas de 8 Comitês Olímpicos Nacionais (CON).

## Calendário
Horário local (UTC-4).
| Data          | Horário | Fase  |
| ------------- | ------- | ----- |
| 2 de novembro | 17:30   | Final |

## Medalhistas
| Ouro   | USA Bridget Williams |
| Prata  | VEN Robeilys Peinado |
| Bronze | CUB Aslin Quiala     |

## Recordes
Antes desta competição, os recordes mundiais e dos Jogos Pan-Americanos da prova eram os seguintes:
| Tipo                             | Atleta            | Marca  | Local   | Data                 |
| -------------------------------- | ----------------- | ------ | ------- | -------------------- |
|                                  | Yelena Isinbayeva | 5,06 m | Zurique | 28 de agosto de 2009 |
| Recorde dos Jogos Pan-Americanos | Yarisley Silva    | 4,85 m | Toronto | 23 de julho de 2015  |

## Resultados

### Final
Estes foram os resultados:
| Pos. | Atleta             | Nacionalidade      | 3.80 | 4.00 | 4.10 | 4.20 | 4.30 | 4.35 | 4.40 | 4.45 | 4.50 | 4.55 | 4.60 | 4.65 | Marca | Notas           |
| ---- | ------------------ | ------------------ | ---- | ---- | ---- | ---- | ---- | ---- | ---- | ---- | ---- | ---- | ---- | ---- | ----- | --------------- |
| 01 ! | Bridget Williams   | USA Estados Unidos | –    | –    | –    | o    | o    | –    | xo   | o    | xxo  | x--  | o    | xxx  | 4.60  |                 |
| 02 ! | Robeilys Peinado   | VEN Venezuela      | –    | –    | xo   | –    | o    | –    | xo   | –    | o    | xo   | xx-  | x    | 4.55  |                 |
| 03 ! | Aslin Quiala       | CUB Cuba           | –    | –    | xo   | o    | xxo  | o    | o    | xxx  |      |      |      |      | 4.40  | Recorde pessoal |
| 4    | Juliana de Menis   | BRA Brasil         | –    | –    | o    | o    | –    | xo   | –    | xxx  |      |      |      |      | 4.35  |                 |
| 5    | Rachel Hyink       | CAN Canadá         | –    | o    | o    | o    | xxx  |      |      |      |      |      |      |      | 4.20  |                 |
| 6    | Katherin Castillo  | COL Colômbia       | –    | xo   | xxo  | o    | xxx  |      |      |      |      |      |      |      | 4.20  |                 |
| 7    | Nastassja Campbell | USA Estados Unidos | –    | –    | xo   | xxx  |      |      |      |      |      |      |      |      | 4.10  |                 |
| 8    | Viviana Quintana   | PUR Porto Rico     | –    | o    | xxx  |      |      |      |      |      |      |      |      |      | 4.00  |                 |
| 9    | Isabel Demarco     | BRA Brasil         | xo   | o    | xxx  |      |      |      |      |      |      |      |      |      | 4.00  |                 |
| 10   | Beatriz Chagas     | BRA Brasil         | xo   | xxx  |      |      |      |      |      |      |      |      |      |      | 3.80  |                 |
| –    | Alisandra Negrete  | MEX México         | –    | xxx  |      |      |      |      |      |      |      |      |      |      | NM    |                 |
| –    | Rosaidi Robles     | CUB Cuba           |      |      |      |      |      |      |      |      |      |      |      |      | DNS   |                 |

Legenda
| Recorde mundial                  | Recorde mundial (World record)               |                       | Recorde africano                      | Recorde africano (African) |                                           | Q | Classificado por posição (Qualified) |
| Recorde dos Jogos Pan-Americanos | Recorde pan-americano (Pan-American record)  | Recorde da América    | Recorde da América (Americas)         | q                          | Classificado por melhor tempo (Qualified) |   |                                      |
| Melhor marca do ano              | Melhor marca do ano (World leading)          | Recorde asiático      | Recorde asiático (Asian)              | DNS                        | Não largou (Did not start)                |   |                                      |
| Recorde nacional                 | Recorde nacional (National record)           | Recorde europeu       | Recorde europeu (European)            | DNF                        | Não terminou (Did not finish)             |   |                                      |
| Recorde pessoal                  | Recorde pessoal do atleta (Personal best)    | Recorde da Oceania    | Recorde da Oceania (Oceania)          | DSQ / DQ                   | Desclassificado (Disqualified)            |   |                                      |
| Recorde da temporada             | Recorde da temporada do atleta (Season best) | Recorde sul-americano | Recorde sul-americano (South America) | NM                         | Sem marca (No mark)                       |   |                                      |